# Wydział Ekonomiczny Uniwersytetu Marii Curie-Skłodowskiej
Wydział Ekonomiczny Uniwersytetu Marii Curie-Skłodowskiej – jeden z trzynastu wydziałów Uniwersytetu Marii Curie-Skłodowskiej.
Na wydziale pracuje 134 nauczycieli akademickich, w tym: 21 profesorów (8 z tytułem naukowym), 70 doktorów, 43 magistrów. Wydział prowadzi kształcenie na 4 kierunkach studiów stacjonarnych i niestacjonarnych I stopnia, na 3 kierunkach II stopnia oraz na studiach doktoranckich (III stopnia) w zakresie ekonomii. Wydział posiada uprawnienia do nadawania stopnia naukowego doktora oraz doktora habilitowanego nauk ekonomicznych.

## Historia
Został powołany 15 lutego 1965 jako piąty wydział w strukturze organizacyjnej UMCS. 
Protoplastą Wydziału był otwarty w listopadzie 1960 punkt konsultacyjny zaocznych studiów ekonomicznych Wyższej Szkoły Ekonomicznej w Krakowie. W 1963 rektor Grzegorz Leopold Seidler przedstawił koncepcję utworzenia Wydziału Ekonomicznego na bazie instniejącego punktu konsultacyjnego.  Powołano komisję w celu opracowania projektu organizacyjnego Wydziału. Pierwszym organizatorem Wydziału Ekonomicznego był Henryk Reniger, kierownik Katedry Prawa Finansowego z Wydziału Prawa, a po jego rezygnacji prof. Feliks Siemieński. Ostatecznie organizatorem i pierwszym dziekanem został Zdzisław Lewandowski z Wydziału Matematyki. W 1965 kształcenie na kierunkach: ekonomika rolnictwa i ekonomika przemysłu rozpoczęło 157 studentów. W 1969 Wydział uzyskał uprawnienia do nadawania stopnia doktora nauk ekonomicznych (pierwszy doktor – Czesław Grusiewicz), a w 1970 uzyskano uprawnienia habilitacyjne (pierwszy doktor habilitowany – Zbigniew Szeloch (1975)). W 1977 utworzono kierunek „społeczno-ekonomiczny” oraz „organizacja i zarządzanie”, a w 1991 „Ekonomia” i „Zarządzanie i marketing”. W 1996 uruchomiono studia doktoranckie nauk ekonomicznych. W 2015 uzyskano drugie uprawnienia do nadawania stopnia doktora – nauk o zarządzaniu. W 2007 uruchomiono kierunek „Rachunkowość i finanse”, w 2013 „Logistyka”, a w 2016 „Analityka gospodarcza”. 
Od początku istnienia Wydziału, problemem były warunki lokalowe. Wydział otrzymał obiekty rozproszone w 6 punktach miasta. Do obecnej siedziby Wydział przeprowadził się w 1978.

## Kierunki kształcenia
Dostępne kierunki:
- Analityka gospodarcza (studia I i II stopnia)
- Business analytics (studia I stopnia)
- Data science (studia II stopnia)
- Ekobiznes (studia I stopnia)
- Ekonomia (studia I i II stopnia)
- Finanse i rachunkowość (studia I i II stopnia)
- Logistyka (studia I i II stopnia)
- Międzynarodowe stosunki gospodarcze (studia I i II stopnia)
- Zarządzanie (studia I i II stopnia)

## Poczet dziekanów
1. dr hab. Zdzisław Lewandowski (1965–1968)
2. dr hab. Władysław Holtzman (1968–1969)
3. dr hab. Ryszard Orłowski (1969–1975)
4. dr Władysław Tomaszewski (1975–1976)
5. dr hab. Lechosław Siejak (1976–1978)
6. dr hab. Sławomir Kozłowski (1978–1981)
7. prof. dr hab. Zdzisław Lewandowski (1982)
8. prof. dr hab. Ryszard Orłowski (1982–1984)
9. prof. dr hab. Zdzisław Lewandowski (1984–1987)
10. prof. dr hab. Ryszard Orłowski (1987–1990)
11. dr hab. Jan Zalewa (1990–1993)
12. prof. dr hab. Urszula Wich (1993–1996)
13. prof. dr hab. Jerzy Węcławski (1996–2002)
14. dr hab. Piotr Karpuś (2002–2005)
15. prof. dr hab. Elżbieta Skrzypek (2005–2008)
16. prof. dr hab. Jerzy Węcławski (2008–2012)
17. dr hab. Zbigniew Pastuszak (2012–2019)
18. dr hab. Radosław Mącik (2019–2020)
19. dr hab. Mariusz Kicia (2020–2024)
20. dr hab. Marcin Lipowski (od 2024)

## Władze Wydziału
W kadencji 2024–2028:
| Stanowisko                         | Imię i nazwisko         |
| ---------------------------------- | ----------------------- |
| Dziekan                            | dr hab. Marcin Lipowski |
| Prodziekan ds. Jakości Kształcenia | dr Iwona Mendryk        |
| Prodziekan ds. Studentów           | dr Mariusz Lisowski     |

## Struktura organizacyjna

### Instytut Ekonomii i Finansów
Dyrektor: dr hab. Jolanta Szołno-Koguc
- Katedra Bankowości i Rynków Finansowych
- Katedra Finansów Publicznych
- Katedra Finansów Przedsiębiorstw i Rachunkowości
- Katedra Gospodarki Światowej i Integracji Europejskiej
- Katedra Mikroekonomii i Ekonomii Stosowanej
- Katedra Polityki Gospodarczej i Regionalnej
- Katedra Statystyki i Ekonometrii
- Katedra Ubezpieczeń i Inwestycji

### Instytut Nauk o Zarządzaniu i Jakości
Dyrektor: dr hab. Radosław Mącik
- Katedra Kapitału Intelektualnego i Jakości
- Katedra Marketingu
- Katedra Metod Badawczych Zarządzania
- Katedra Systemów Informacyjnych i Logistyki
- Katedra Zarządzania

## Organizacje studenckie działające na Wydziale Ekonomicznym UMCS
W roku akademickim 2023/2024 działają następujące organizacje:
- Rada Wydziałowa Samorządu Studentów Wydziału Ekonomicznego UMCS
- Koło Naukowe Austriackiej Szkoły Ekonomii
- Koło Naukowe Ekonomistów
- Koło Naukowe Zarządzania i Marketingu
- Studenckie Koło Naukowe Finansistów
- Studenckie Koło Naukowe "Logistyk"